# 톱 세일즈
《톱 세일즈》(トップセールス)는 2008년 4월 12일부터 5월 31일까지 매주 토요일에 방송된 NHK의 텔레비전 드라마이다.
1970년대에 자동차 판매의 세계에 뛰어들어, 노력과 재능을 발휘해 훗날 외국계 자동차 판매사의 사장까지 올라간 다이에이의 부회장 하야시 후미코의 일생을 기초로 하고 있다.

## 주요 출연자
- 마키노 히사코(槙野久子) 역: 나쓰카와 유이　*모델은 하야시 후미코
- 어린 시절의 히사코 역: 마쓰바라 나노카
- 시바타 다카오(柴田隆男): 시나 깃페이
- 시바타 마리코(柴田真理子) 역: 이시다 히카리
- 오모리 고로(大森吾郎) 역: 야마구치 마키야
- 다카무라 마사유키(高村雅之) 역: 오사와 켄
- 다니구치 가쓰히코(谷口克彦) 역: 스즈키 가즈마
- 아베 유키오(阿部幸雄) 역: 시오야 슌
- 후지야마 구니코(藤山邦子) 역: 우메자와 마사요
- 나카노 하루미(中野晴美) 역: 사토 히로미
- 마키노 미쓰에(槙野光枝) 역: 도마케 유키요
- 마키노 고타로(槙野浩太郎) 역: 이시바시 렌지
- 오카노 에이지(岡野英二) 역: 가니에 게이조
- 사사키 요시오(佐々木義男) 역: 시오노야 마사유키
- 모리 다쓰로(森達郎): 사쿠라이 아키요시
- 미사와(三澤) 역: 야마모토 류지 - 정육점 주인으로, 미쓰에의 가게의 손님
- 기타가와(北川) 역: 우에다 고이치 - 꽃집 주인으로, 미쓰에의 가게의 손님

## 각 화 개요
| 화수  | 방송일          | 서브 타이틀                        | 시청률 |
| ----- | --------------- | ---------------------------------- | ------ |
| 제1화 | 2008년 4월 12일 | 미래를 만드는 일(未来をつくる仕事) | 9.2%   |
| 제2화 | 2008년 4월 19일 | 최초의 한 대(最初の一台)           | 7.8%   |
| 제3화 | 2008년 4월 26일 | 상처(傷)                           | 7.7%   |
| 제4화 | 2008년 5월 3일  | 인연(絆)                           | 6.2%   |
| 제5화 | 2008년 5월 10일 | 헤어짐(別れ)                       | 8.2%   |
| 제6화 | 2008년 5월 17일 | 전환점(転機)                       | 5.8%   |
| 제7화 | 2008년 5월 24일 | 버블(バブル)                       | 5.5%   |
| 제8화 | 2008년 5월 31일 | 미래에의 선택(未来への選択)        | 7.1%   |

평균시청률 7.2% (간토 지구·비디오리서치사 조사)